# Albin Schneider
Albin Schneider (* 30. Januar 1925 in Oelsnitz/Vogtl.; † 15. August 2014) war ein deutscher Polizeioffizier. Er war Generalleutnant und langjähriger Chef der Bezirksbehörde der Deutschen Volkspolizei (BDVP) Magdeburg.

## Leben
Der gelernte Dreher und Gelbgießer wuchs im Vogtlandkreis Oelsnitz auf. 1945 wurde er Angehöriger der Deutschen Volkspolizei und 1946 Mitglied der SED. Er schlug die Offizierslaufbahn ein und qualifizierte sich später zum Diplomgesellschaftswissenschaftler. Als Oberstleutnant der VP und Stabschef des Präsidiums der DVP Berlin bis 1966 war er 1961 am Bau der Berliner Mauer beteiligt. Von 1966 bis 1972 war er als Oberst der VP Erster Stellvertreter des Chefs der BDVP Magdeburg. Von 1967 bis 1990 war er Abgeordneter des Bezirkstages Magdeburg und Vorsitzender der Ständigen Kommission Inneres des Bezirkstages.
Von 1972 bis 31. Dezember 1989 war er schließlich Chef der BDVP Magdeburg (Nachfolger von Oberst der VP Kurt Wendt) und gleichzeitig seit 1974 Mitglied der SED-Bezirksleitung Magdeburg sowie Erster Vorsitzender der Bezirksleitung der Sportvereinigung Dynamo.
1974 wurde Schneider zum Generalmajor ernannt und 1985 zum Generalleutnant befördert. Wegen Erreichung des Rentenalters wurde er am Jahresende 1989 von Innenminister Lothar Ahrendt aus dem aktiven Dienst verabschiedet.
Schneider lebte zuletzt in Niederndodeleben.

## Auszeichnungen
- 1961 Vaterländischer Verdienstorden in Bronze, 1979 in Silber und 1985 in Gold
- 1983 Orden Banner der Arbeit Stufe I